# Lampe (Heraldik)
Die Lampe ist in der Heraldik eine Wappenfigur. Dargestellt wird ein handlicher tragbarer Behälter als Brennstofftank mit einer kleinen züngelnden Flamme am Docht oder einer kleinen Öffnung. Der Begriff Lampe steht für Grubenlampe, Geleucht, Frosch-Geleucht oder Licht, für Öllampe und ähnliche Geräte. Im Wappen hat sich die Form einer sehr flachen „Soßenkanne“ mit Flamme an der Ausgusstülle verbreitet. Alle Farben sind möglich, aber Gold und Silber dominiert. Beim Grubenlicht ist oft das Gezähe bzw. Werkzeug des Bergmannes im Schild, zumal in Bergbauregionen ein Bergmann mit seinem Licht vorrangig dargestellt wird. Auf einem Siegel an Urkunden von Sulzburg und Todtnau soll es schon eine Darstellung, allerdings Bergmann mit Fackel, etwa um 1283 bis 1423 gegeben haben.
Die dritte Form, Laternen, zeigt besonders die schlanken zylindrischen hohen tragbaren Lampen, die ein Glas über der Flamme haben und gelegentlich auch ein Schutzgitter. Auch hier gelten die heraldischen Regeln der Farbgebung.

Öllampe
Öllampe
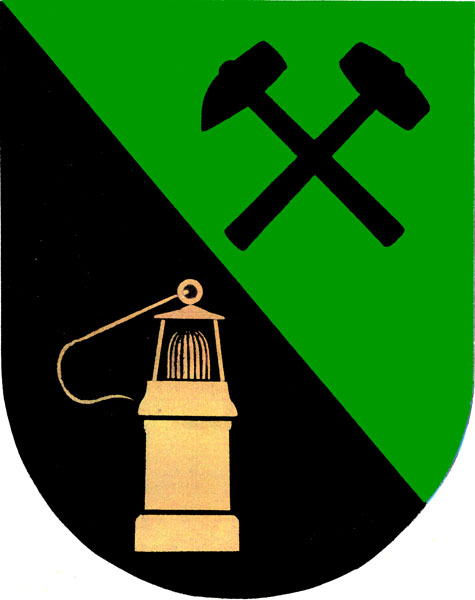
Bergmannslampe

* Beachte: Der Begriff Lampe wird in der Heraldik falsch verwendet. Richtig wäre der Begriff Leuchte, aber unter historischer Sicht sollte in der Heraldik Lampe weiter verwendet werden.